# Ehrenfriedhof Barmen
Der Ehrenfriedhof Barmen ist einer von zwei Ehrenfriedhöfen der Stadt Wuppertal. Auf ihm ruhen 1225 deutsche und mehrere ausländische Gefallene beider Weltkriege.

## Beschreibung
Der im Barmer Wald südlich der Lönsstraße an den Wuppertaler Südhöhen gelegene Ehrenfriedhof wurde bereits 1914 während des Ersten Weltkriegs für die gefallenen Bürger der damals selbstständigen Stadt Barmen als erster im Regierungsbezirk Düsseldorf angelegt und wurde anderen Städten zur Nachahmung empfohlen. Das Gelände wurde von dem Barmer Verschönerungsverein zur Verfügung gestellt. Die Anlage wurde von dem Barmer Professor Hans Fischer gestaltet.
1921 erfuhr der Friedhof eine Erweiterung um ein Gräberfeld für die zwölf Barmer Opfer des Kapp-Putsches, das in der Zeit des Nationalsozialismus zerstört und 1946 neu errichtet wurde.
Gut 50 Meter unterhalb, ebenfalls auf der Nordostseite des Friedhofs, liegt eine einzelne Gräberzeile mit nichtdeutschen Opfern von Kriegsgefangenschaft, mehrheitlich Russen, aus und nach dem Ersten Weltkrieg.
Der Eingangsbereich an der Lönsstraße ist durch eine Freitreppe gestaltet, hinter der den Besucher eine Säulenpergola empfängt. Inmitten der Pergola steht das Kriegerdenkmal.

## Denkmäler und Grabstellen
Auf dem 1914 angelegten Ehrenfriedhof sind mehrere Denkmale und Gedenktafeln zu finden:

### Kriegerdenkmal

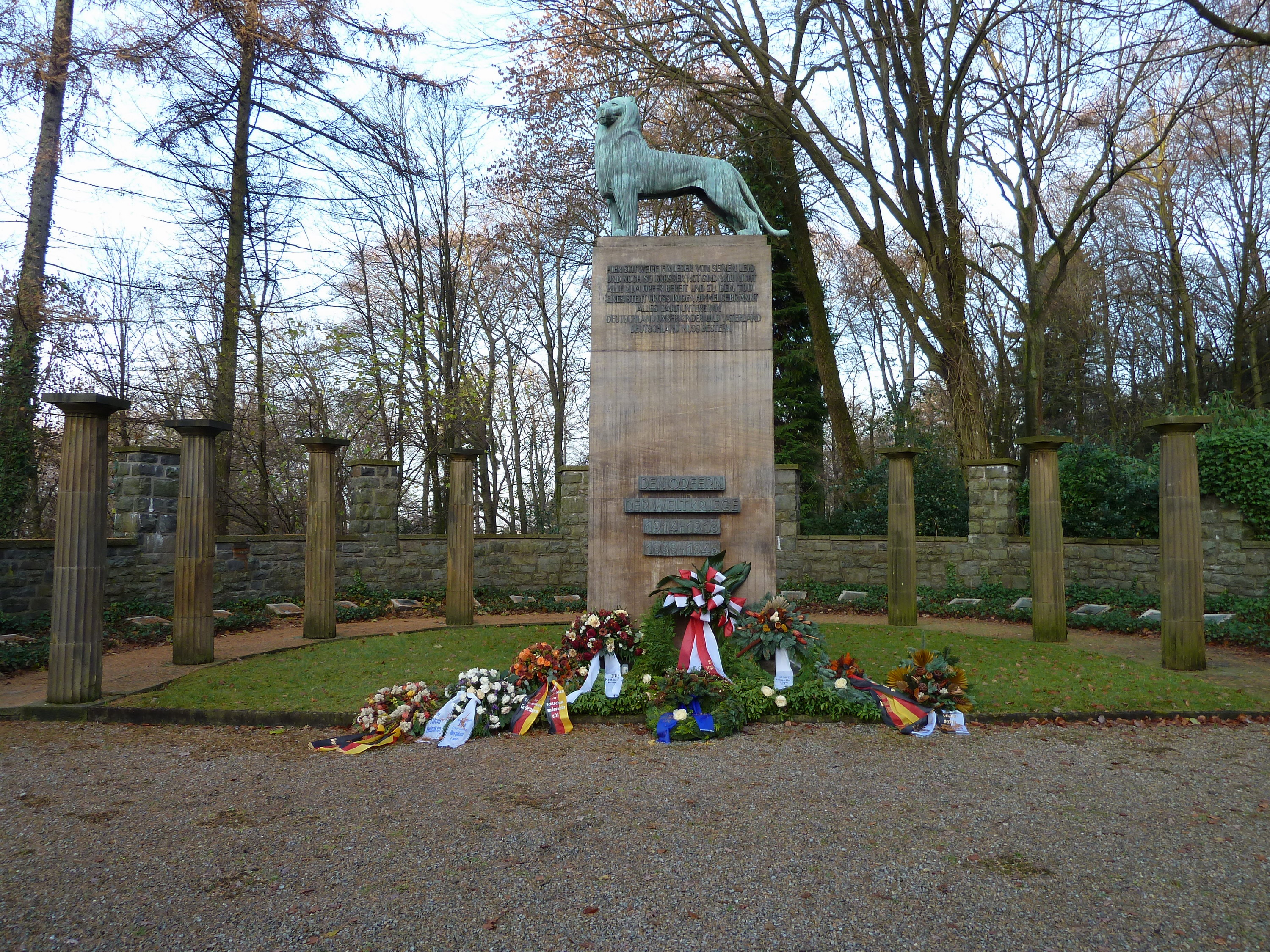
Das Kriegerdenkmal

Das umfangreichste Denkmal ist das Kriegerdenkmal, das inmitten einer Säulenpergola aus 10 Säulen steht. Das Kriegerdenkmal wurde am 30. September 1916 anlässlich der ersten Erweiterung des Friedhofs vorgestellt, ließ aber noch bis zur Errichtung etwas auf sich warten. Der Sockel, der auf einem Fuhrwerk mit 10 vorgespannten Pferden zum Friedhof transportiert wurde, trägt eine zeitgenössische Inschrift des Autors Will Vesper:
Auf dem Sockel thront eine bronzene Löwenskulptur des Bildhauers Paul Wynand, die einen Barmer Löwen symbolisiert. Diese wurde zunächst provisorisch ausgeführt, da aus Kriegsgründen das gewünschte Material „vergoldeter Bronze“ nicht zur Verfügung stand. Erst nach Kriegsende beschloss die Stadtverordnetenversammlung Barmens am 6. Juli 1922 die Vollendung des Denkmals und es wurde am 20. Oktober 1922 als trutziges Wahrzeichen der Stadt und Symbol der todesmutigen Treue und Tapferkeit der Öffentlichkeit vorgestellt. Damit verbunden war ein Spendenaufruf, denn die Kosten zur Errichtung des Kriegerdenkmals waren noch nicht gedeckt. Nach dem Zweiten Weltkrieg wurde die Inschrift ergänzt. Der Wuppertaler Bildhauer Fritz Bernuth fertigte die vierzeilige Ergänzung aus Bronzebuchstaben an:

### Sterbender Krieger
Das Ehrenmal der Deutschen Bank, auch Sterbender Krieger genannt, wurde von Walter Wolff 1923 für die Vorhalle des Gebäudes der Deutschen Bank AG in der Elberfelder Königstraße (heute Friedrich-Ebert-Straße) geschaffen, um der 31 gefallenen Mitarbeiter zu gedenken. Die Darstellung zeigt einen auf dem Boden liegenden, leidenden Mann, der sich eine verwundete Seite hält und sich mühsam mit dem anderen Arm abstützt. Das Gesicht mit den geschlossenen Augen wendet sich dem Himmel zu. Eine Zusatztafel aus Bronze wurde am 6. April 1955 zum Gedenken der 19 Gefallenen und 6 Vermissten der damaligen Rheinisch-Westfälischen Bank im Zweiten Weltkrieg angebracht. Als 1960/61 das alte Bankgebäude abgerissen und durch einen Neubau ersetzt wurde, wurde die Figur auf Anregung des damaligen Direktors des Von der Heydt-Museums Günter Aust auf einer Freifläche im oberen Teil des Ehrenfriedhofs aufgestellt.

### Das Kriegerdenkmal zu Ehren der ehemaligen Kriegsgefangenen
Das Kriegerdenkmal zu Ehren der ehemaligen Kriegsgefangenen auf einem dem Barmer Ehrenfriedhof angegliederten Geländeteil wurde vom Verein der ehemaligen Kriegsgefangenen Barmen angelegt und am 21. Mai 1933 in die Obhut der Stadt Wuppertal übergeben. Es besteht aus einem Gedenkstein und sieben Gräbern ausländischer Kriegsgefangener (ein Serbe, drei Belgier und drei Russen), die in den letzten Kriegstagen des Ersten Weltkriegs in den Barmer Lazaretten starben und nach Beisetzung auf unterschiedlichen Barmer Friedhöfen 1933 unter Teilnahme des belgischen Vizekonsuls aus Köln und Vertretern der Behörden, der Kriegerverbände und der Kirchen dorthin umgebettet wurden. Die Grabsteine sind von der Ausführung her denen der deutschen Gefallenen angeglichen. Auf dem Gedenkstein, der ursprünglich von zwei Kreuzen gesäumt wurde, lautet:

### Denkmal für die Gefallenen des Kapp-Putsches
Das Denkmal für die Gefallenen des Kapp-Putsches auf einem abgetrennten Teil des Ehrenfriedhofs wurde am 20. März 1921 eingeweiht. Die Grabstellen sind ebenfalls optisch dem der Kriegsgefallenen angeglichen, zeigen aber nur schlicht Namen und Lebensdaten. Das zugehörige Denkmal zeigt einen Sämann bei der Arbeit unter strahlender Sonne, über ihm der Satz
Die Sentenz stammt aus dem Lied Tord Foleson des Norwegers Per Sivile, das als Arbeiterkampflied seinerzeit gesungen wurde und sich an Gräbern der Gefallenen des März 1920 öfters verewigt findet. Das Denkmal wurde von Paul Kuhnle entworfen und nach der vermeintlichen Zerstörung durch die Nationalsozialisten 1946 von Fritz Kuhnle nach Vorbild des Originals neu geschaffen. Der Sämann symbolisiert das sieghaft dahinschreitende Proletariat, so formulierte es Paul Sauerbrey (USPD). Im Frühsommer 1980 wurden die Reste des Originals auf dem Friedhofsgelände wiedergefunden und auf einer Terrasse neben dem Kriegerdenkmal aufgestellt.

### Grabstellen

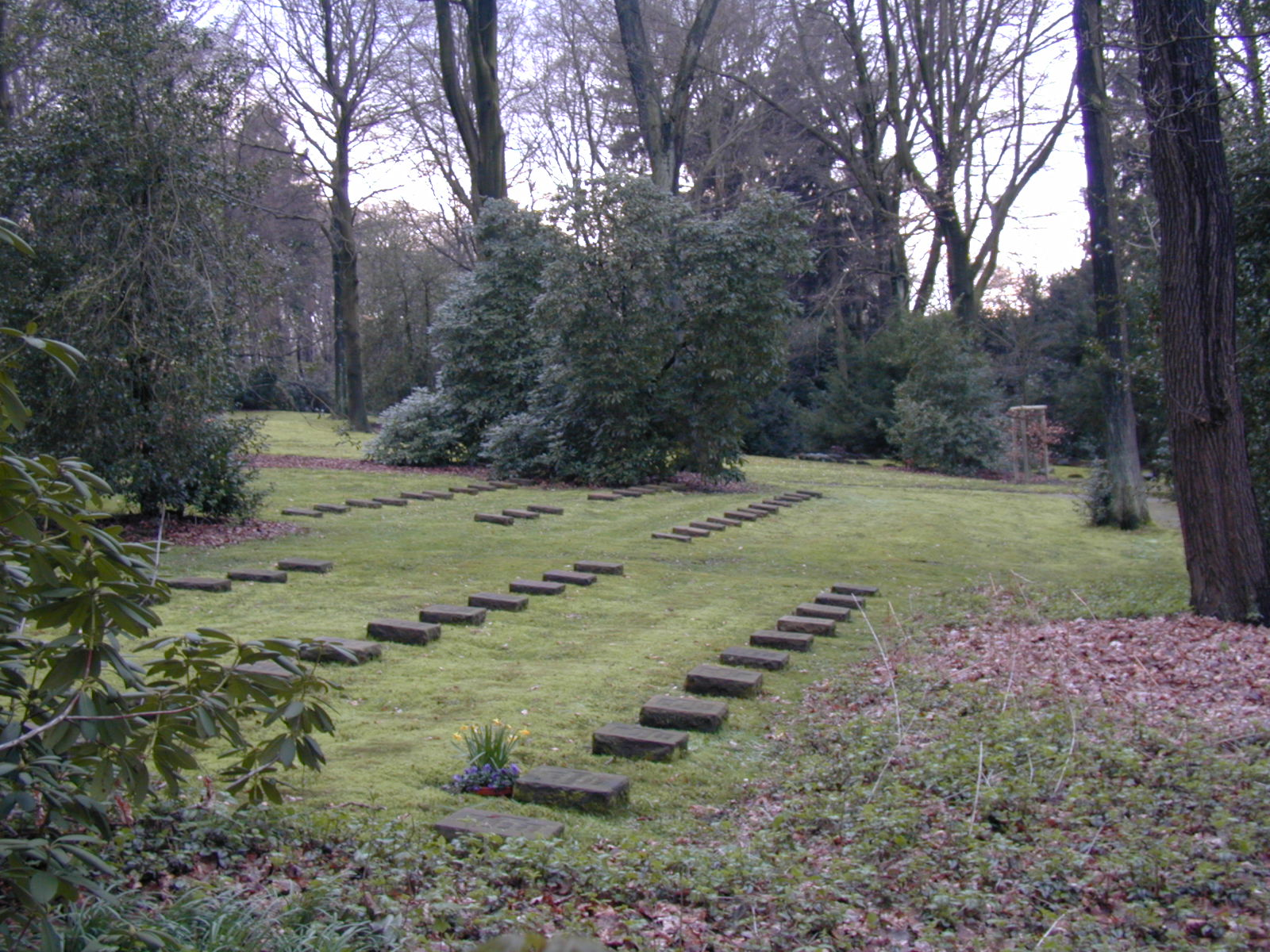
Gräberfeld auf dem Ehrenfriedhof

Die Grabstellen selbst sind überwiegend mit Grabinschriften in ungewöhnlich detaillierter Form ausgeführt. Zahlreiche Grabstellen besitzen einen Grabstein, auf dem eine rundliche oder quadratische Bronzeplatte angebracht ist, die von den Barmer Unternehmern Otto Wirth und Emil Meurer 1921 zu einem Stückpreis von 120 Reichsmark angefertigt wurden. Dort sind der Name des Gefallenen, der militärische Rang, die Waffengattung, der Geburtsort, das Geburtsdatum, die Einheit, der Ort der Verwundung und der Ort des Todes und das Todesdatum vermerkt.